# Аутлев, Малич Гайсович
Малич Гайсович Аутлев (8 ноября 1917, Хакуринохабль — 14 июля 2001) — доктор исторических наук, профессор, общественный деятель, заслуженный деятель науки Кубани и Республики Адыгея. Академик Адыгской Международной академии Наук (АМАН).

## Биография
Когда Аутлеву исполнилось 13 лет участвовал в так называемых культпоходах. Им был открыл пункт по ликвидации безграмотности в своем доме в ауле Хакуринохабль. В 1932 году Малич Гайсович поступил на физико-математический факультет Кубанского педагогического института. С 1936 работал учителем физики и математики в сельских школах, а уже в 1939 году стал директором Ходзинской школы. Аутлев умер в 2001 году

## Военная деятельность
Призван 19.11.1939 году Шовгеновским РВК в Красную Армию, в которой он прослужит свои следующие 13 лет. В действующей армии в Великой Отечественной войне с сентября 1941 года. В должности политрука миномётной роты за личную отвагу в Московской битве был представлен к ордену Красного Знамени, но награждён Медалью «За отвагу».Избирался секретарём парт бюро 6-го гвардейского мотострелкового полка 1-й гвардейской мотострелковой Московской дивизии. Воевал в должностях военкома батальона, военного комиссара 1-го гвардейского мотострелкового полка 1-й гв. мсд. Участвовал в боях на Украине, на Западном и Юго-Западном фронтах. Великую Отечественную войну Малич Гайсович Аутлев закончил в звании подполковника.
С ноября 1942 года по август 1947 года — слушатель Военно-политической Академии им. Ленина, с августа 1947 г. по сентябрь 1949 г. — преподаватель в военных учебных заведениях, с сентября 1949 г. по май 1954 г. — адъюнкт, затем преподаватель военно-политической Академии. Не имел возможности продвигаться по службе так как его жена работала 3 месяца в отделе образования в Понежукае на временно оккупированной территории. Службу в Армии закончил в Кировабаде ЗакВО в авиационном училище имени Хользунова подполковником.
Его ратные подвиги отмечены правительственными наградами: орденом Отечественной войны II степени, медалью «За Отвагу» и 15-ю другими медалями.

## Преподавательская деятельность
С 1942 года по 1945 годы работал в Военно-политической академии им. В. И. Ленина. В 1954 году защитил кандидатскую диссертацию на тему «Опыт Сталинградской битвы». Работал также преподавателем в различных учебных заведениях СССР. С 1954 по 1967 годы работал директором АРИГИ С 1967 года по 1994 год работал в Краснодарском политехническом институте.

## Общественная деятельность
Малич Гайсович Аутлев являлся председателем Совета старейшин Краснодарской краевой общественной организации «Адыгэ Хасэ». Работая в этой общественной организации он способствовал сохранению мира и взаимопониманию в регионе
Контр-адмирал Меджид Тхагапсов вспоминает:

Я знал Аутлева с первых послевоенных лет. Разница в возрасте никогда не мешала ему находить интересную и полезную тему для беседы со мной. Каждая встреча с ним приносила высокое нравственное вдохновение. Малич Гайсович тяжело переживал развал Советского Союза. Он до конца своей жизни оставался верным сыном своего народа. Несмотря на свой большой жизненный опыт, заслуги и общественное признание, был чрезвычайно скромен и прост в общении.— М. М. Тхагапсов. На службе Отечеству. — Майкоп: ООО "Качество", 2015. — С. 229—230. — 262 с. — 500 экз. — ISBN 978-5-9703-0473-0.

## Труды
Малич Аутлев является автором свыше 400 научных и научно-популярных публикаций. Он принимал участие изданы следующих трудов:
- «Очерки истории Адыгеи» (1957)
- «Адыги» (1957)
- «Слово о правде истории» (1993)
- «Биография моего современника» (2000)
- «Адыги и русские: второе тысячелетие» (2000).

## Награды
- Орден Отечественной войны I ст.
- «Знак Почета»[4]